# فرانسوا ديليبس
فرانسوا ديليبس (مواليد 1873) هو مبارز بالسيف فرنسي، مثّل بلاده في الألعاب الأولمبية الصيفية 1900.

## روابط خارجية
فرانسوا ديليبس على موقع أوليمبيديا (الإنجليزية)